# Palazzo Pallavicini-Fabiani
Il palazzo Pallavicini-Fabiani è un edificio sito in via al Ponte Calvi al civico 3 nel centro storico di Genova. L'edificio fu inserito nella lista dei palazzi iscritti ai Rolli di Genova.

## Storia e descrizione
Proteso verso la Ripa ha accesso da via Ponte Calvi, strada di transito e di separazione tra il quartiere di Prè e quello della Maddalena.
I rolli lo vedono sempre presente sino al 1614, ogni volta legato alla famiglia Pallavicini che è insediata su quest'area dal XIII secolo e qui ha la chiesa gentilizia di San Pancrazio condivisa con i Calvi ed i Falamonica.
Divenuto ormai Grimaldi non è annoverato tra i palazzi ragguardevoli nelle guide Ottocentesche, ed è noto oggi come palazzo Fabiani dal nome dell'ultimo grande proprietario del XX secolo.
L'operazione di chiusura dell'ultima Ripa di ponente per la realizzazione della "carrettiera Carlo Alberto" (l'odierna via Antonio Gramsci) si ferma in corrispondenza del palazzo, oggetto proprio in quegli anni di un restauro del porticato e delle botteghe della Ripa sino a Vico Morchi.
L'attuale destinazione ad uffici garantisce il buono stato manutentivo del palazzo ancora riconoscibile all'esterno nei solidi prospetti con balconi balaustrati e all'interno nel grande atrio e nello scalone monumentale.

## Galleria d'immagini

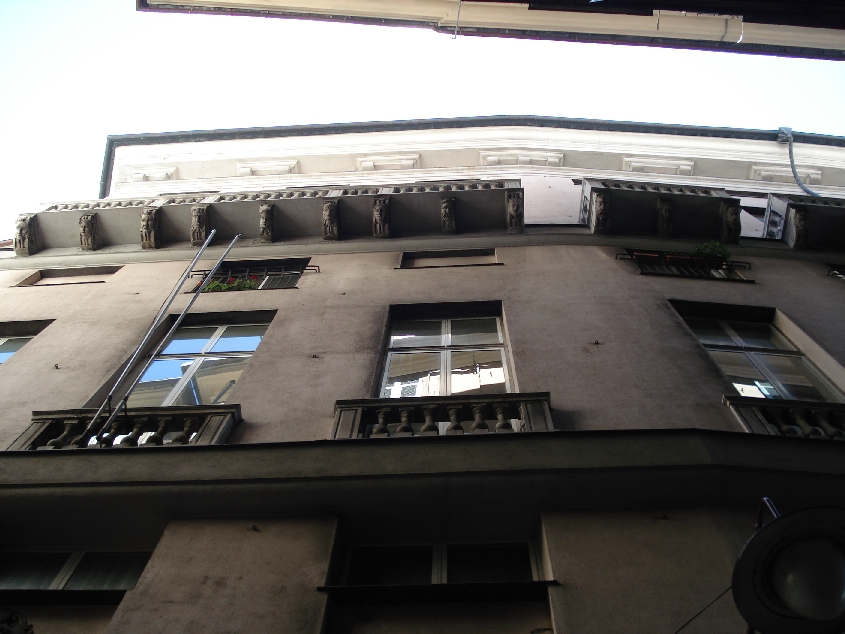
La facciata del palazzo